# Graciela Levi Castillo
Graciela Levi Castillo (Guayaquil, 4 de septiembre de 1926 – Panamá, 30 de septiembre de 2014) fue una destacada periodista y escritora ecuatoriana, muy reconocida por la sociedad civil de Ecuador.

## Trayectoria
Hija de Roberto Levi Hoffman y María Piedad Castillo Castillo, Levi contrajo matrimonio con el abogado neoyorquino Bernard Olcott. Culminó sus estudios profesionales en la Universidad de Columbia, en Nueva York, y en la Universidad de Guayaquil, donde también se graduó de Magíster en Ciencias Internacionales en el Instituto de Diplomacia. Fue sobrina de Abel Romeo Castillo y nieta de José Abel Castillo.
Fue la primera directora nacional de Turismo de Ecuador. Por otro lado, acudió como representante de Ecuador y de la Cámara de Industrias de Guayaquil en varios Congresos de la Federación de Industrias Farmacéuticas, Fifarmas, celebrados en Venezuela, Colombia y Argentina. Levi también formó parte de diversos organismos de comunicadores sociales en Estados Unidos, México e Italia.
Durante su trayectoria como periodista, entrevistó a destacados personajes internacionales, entre ellos a Eva Perón y a los presidentes de Estados Unidos John F. Kennedy y Lyndon B. Johnson. Participó en una audiencia especial con el papa Pío XII y realizó un reportaje exclusivo sobre la canonización de la primera santa ecuatoriana, Mariana de Jesús, realizada en la Basílica de San Pedro en la ciudad del Vaticano.
Levi trabajó en comunicación toda su vida, en el diario El Telégrafo, y escribió en revistas y periódicos de dentro y fuera del país. Fue además miembro de la Casa de la Cultura, núcleo del Guayas y Colegio de Periodistas del Guayas, Unión y Federación Nacional de Periodistas.

## Reconocimientos
Por su desempeño en el periodismo, Levi fue nombrada como representante y corresponsal por la agencia internacional de noticias Associated Press, así como los diarios ABC de Madrid, La Prensa de Buenos Aires, Excélsior de México y El Universal de Caracas. En 1997, el Congreso de Ecuador le otorgó un acuerdo en reconocimiento a su labor de comunicadora social. También, en 2015, se inauguró una biblioteca con su nombre en la escuela María Piedad Castillo de Levi en la Provincia de El Oro.